# Тазенкова, Ефросинья Ивановна
Ефросинья Ивановна Тазенкова — советский хозяйственный, государственный и политический деятель, Герой Социалистического Труда.

## Биография
Родилась в 1908 году в деревне Фатнево. Член ВКП(б).
С 1930 года — на хозяйственной, общественной и политической работе. В 1930—1963 гг. — колхозница в колхозе «Дубровский» Болховского района Центрально-Чернозёмной области, доярка племенной фермы колхоза имени Горького Болховского района Орловской области, отмечена знаком «Отличник социалистического сельского хозяйства».
Указом Президиума Верховного Совета СССР от 7 марта 1960 года присвоено звание Героя Социалистического Труда с вручением ордена Ленина и золотой медали «Серп и Молот».
Избиралась депутатом Верховного Совета СССР 4-го и 5-го созывов.
Умерла в 1976 году.